# Jugoszláv női kézilabda-bajnokság (első osztály)
A Jugoszláv női kézilabda-bajnokság első osztálya a legmagasabb osztályú jugoszláv női kézilabda-bajnokság volt. A bajnokságot 1953 és 2006 között rendezték meg (nagypályán már korábban is volt országos bajnokság). 
A "Nagy-Jugoszláv" bajnokság, amelyet a Jugoszláv Szocialista Szövetségi Köztársaság területén rendeztek, az ország széthullásáig, 1992-ig állt fenn.
Ezt követően a bajnokságot a Jugoszláv Szövetségi Köztársaság keretein belül tartották meg, amelyben már nem vettek részt a szlovén, horvát, macedón és bosnyák klubok.
Az utolsó Jugoszláv bajnokságot, amely 2002-ben ért véget, a Budućnost kézilabda-csapata nyerte.
Ezt követően az ország névváltáson esett át, s a versenysorozatot immár Szerbia és Montenegró kézilabda-bajnokságának nevezték. E bajnokságban szerb és montenegrói csapatok vettek részt.
Ezen versenysorozat azonban Montenegró függetlenné válása miatt nem élt meg hosszú történetet. 
A 2006-os bajnokság végeztével a montenegrói csapatok kiváltak az államszövetség verseny-sorozatából, s létrehozták a montenegrói bajnokságot.
A bajnokság immáron csak szerb csapatokból áll, s a Szerb női kézilabda-bajnokság nevet viseli.

## Nagypályás bajnokságok
| Év   | 1. hely           | 2. hely               | 3. hely            |
| ---- | ----------------- | --------------------- | ------------------ |
| 1948 | Spartak Subotica  | RK Zagreb             | ORK Beograd        |
| 1949 | Spartak Subotica  | RK Zagreb             | Železničar Beograd |
| 1950 | RK Zagreb         | Spartak Subotica      | Železničar Beograd |
| 1951 | RK Zagreb         | Spartak Subotica      | Železničar Beograd |
| 1952 | RK Zagreb         | Crvena zvezda Beograd | Enotnost Ljubljana |
| 1953 | Spartak Subotica  | Svoboda Ljubljana     | RK Vojvodina       |
| 1954 | Spartak Subotica  | Lokomotiva Zagreb     | Železničar Beograd |
| 1955 | Lokomotiva Zagreb | Spartak Subotica      | Železničar Beograd |
| 1956 | Spartak Subotica  | Lokomotiva Zagreb     | Rudar Trbovlje     |

## Kispályás bajnokságok

### Jugoszláv Szocialista Szövetségi Köztársaság 1953-1992
| Év   | 1. hely                     | 2. hely               | 3. hely               |
| ---- | --------------------------- | --------------------- | --------------------- |
| 1953 | Mirko Kljajić Nova Gradiška | Crvena zvezda Beograd | Lokomotiva Zagreb     |
| 1954 | Železničar Beograd          | Lokomotiva Virovitica | Svoboda Ljubljana     |
| 1955 | Lokomotiva Virovitica       | Spartak Subotica      | Kartonaža Zagreb      |
| 1956 | Lokomotiva Zagreb           | Spartak Subotica      | Lokomotiva Virovitica |
| 1957 | Spartak Subotica            | Lokomotiva Zagreb     | Lokomotiva Virovitica |
| 1958 | Lokomotiva Virovitica       | Spartak Subotica      | Lokomotiva Zagreb     |
| 1959 | Lokomotiva Zagreb           | Lokomotiva Virovitica | Spartak Subotica      |
| 1960 | Spartak Subotica            | Lokomotiva Zagreb     | Lokomotiva Virovitica |
| 1961 | ORK Beograd                 | Spartak Subotica      | Lokomotiva Zagreb     |
| 1962 | Lokomotiva Zagreb           | ORK Beograd           | Spartak Subotica      |
| 1963 | Spartak Subotica            | Lokomotiva Zagreb     | ORK Beograd           |
| 1964 | Lokomotiva Zagreb           | Spartak Subotica      | ORK Beograd           |
| 1965 | Lokomotiva Zagreb           | ORK Beograd           | Grafičar Osijek       |
| 1966 | Podravka Koprivnica         | ORK Beograd           | Proleter Zrenjanin    |
| 1967 | Podravka Koprivnica         | Lokomotiva Zagreb     | ORK Beograd           |
| 1968 | Lokomotiva Zagreb           | Podravka Koprivnica   | ORK Beograd           |
| 1969 | Lokomotiva Zagreb           | ORK Beograd           | Podravka Koprivnica   |
| 1970 | Lokomotiva Zagreb           | Radnički Beograd      | Podravka Koprivnica   |
| 1971 | Voždovac Beograd            | Podravka Koprivnica   | ORK Trogir            |
| 1972 | Radnički Beograd            | ORK Beograd           | RK Osijek             |
| 1973 | Radnički Beograd            | Lokomotiva Zagreb     | ORK Beograd           |
| 1974 | Lokomotiva Zagreb           | Radnički Beograd      | Voždovac Beograd      |
| 1975 | Radnički Beograd            | Lokomotiva Zagreb     | Voždovac Beograd      |
| 1976 | Radnički Beograd            | Lokomotiva Zagreb     | Voždovac Beograd      |
| 1977 | Radnički Beograd            | Lokomotiva Zagreb     | Voždovac Beograd      |
| 1978 | Radnički Beograd            | Voždovac Beograd      | Lokomotiva Zagreb     |
| 1979 | Radnički Beograd            | ORK Beograd           | Voždovac Beograd      |
| 1980 | Radnički Beograd            | RK Osijek             | Dalma Split           |
| 1981 | Radnički Beograd            | Bane Sekulić Sombor   | ORK Beograd           |
| 1982 | Radnički Beograd            | ORK Beograd           | Trešnjevka Zagreb     |
| 1983 | Radnički Beograd            | Lokomotiva Mostar     | Trešnjevka Zagreb     |
| 1984 | Radnički Beograd            | Budućnost Titograd    | Lokomotiva Mostar     |
| 1985 | Budućnost Titograd          | Radnički Beograd      | Lokomotiva Zagreb     |
| 1986 | Radnički Beograd            | Voždovac Beograd      | Budućnost Titograd    |
| 1987 | Radnički Beograd            | Budućnost Titograd    | Voždovac Beograd      |
| 1988 | Voždovac Beograd            | Budućnost Titograd    | Olimpija Ljubljana    |
| 1989 | Budućnost Titograd          | Radnički Beograd      | Olimpija Ljubljana    |
| 1990 | Budućnost Titograd          | Radnički Beograd      | Lokomotiva Zagreb     |
| 1991 | Lokomotiva Zagreb           | Voždovac Beograd      | Radnički Beograd      |
| 1992 | Budućnost Podgorica         | Radnički Beograd      | ORK Beograd           |

### Jugoszláv Szövetségi Köztársaság 1993-2002
| Év   | 1. hely             | 2. hely           | 3. hely           |
| ---- | ------------------- | ----------------- | ----------------- |
| 1993 | Budućnost Podgorica | Radnički Beograd  | ORK Beograd       |
| 1994 | Budućnost Podgorica | Voždovac Beograd  | ŽRK Sombor        |
| 1995 | Budućnost Podgorica | Voždovac Beograd  | Radnički Beograd  |
| 1996 | Budućnost Podgorica | Voždovac Beograd  | ŽRK Sombor        |
| 1997 | Budućnost Podgorica | Napredak Kruševac | ŽRK Sombor        |
| 1998 | Budućnost Podgorica | ŽRK Sombor        | Napredak Kruševac |
| 1999 | Budućnost Podgorica |                   |                   |
| 2000 | Budućnost Podgorica | Radnički Beograd  | Slodes Beograd    |
| 2001 | Budućnost Podgorica | Napredak Kruševac | ŽRK Knjaz Miloš   |
| 2002 | Budućnost Podgorica | ŽRK Danilovgrad   | ŽRK Knjaz Miloš   |

### Szerbia és Montenegró 2003-2006
| Év   | 1. hely             | 2. hely         | 3. hely |
| ---- | ------------------- | --------------- | ------- |
| 2003 | Budućnost Podgorica | DIN Niš         |         |
| 2004 | Budućnost Podgorica | DIN Niš         |         |
| 2005 | Budućnost Podgorica | ŽRK Knjaz Miloš | DIN Niš |
| 2006 | Budućnost Podgorica |                 |         |

## Lásd még
- Jugoszláv kézilabda kupa
- Jugoszláv férfi kézilabda-bajnokság (első osztály)
- Szerb női kézilabda-bajnokság (első osztály)
- Bosnyák női kézilabda-bajnokság (első osztály)
- Horvát női kézilabda-bajnokság (első osztály)
- Macedón női kézilabda-bajnokság (első osztály)
- Montenegrói női kézilabda-bajnokság (első osztály)
- Szlovén női kézilabda-bajnokság (első osztály)